# إي. روجر بويل
إي. روجر بويل (بالإنجليزية: E. Roger Boyle)‏ هو كاتب أمريكي، ولد في 1908، وتوفي في 1993.